# Shingon

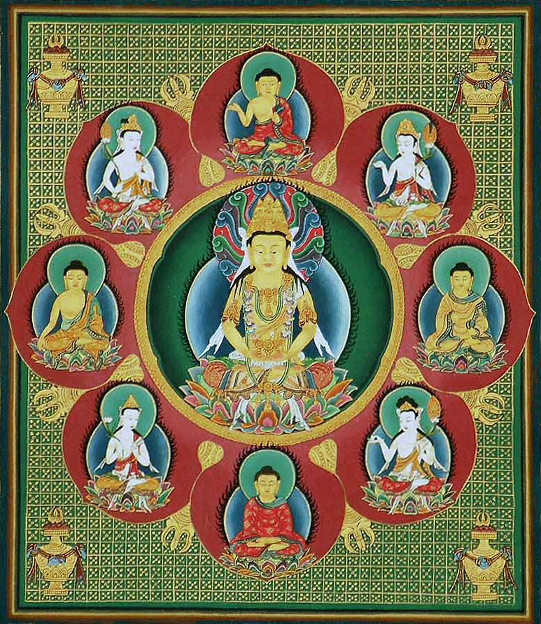
Uma mandala japonesa com os cinco Dhyani Buddhas.

A escola Shingon (眞言, 真言 "verdadeira palavra") de budismo é uma das maiores escolas budistas japonesas, e é um dos ramos do budismo Vajrayana juntamente com o budismo tibetano. É geralmente chamado de "budismo esotérico japonês".  A palavra shingon é a leitura japonesa dos kanji para a palavra chinesa zhen yan, literalmente significando "palavra verdadeira", que por sua vez é a tradução chinesa da palavra sânscrita mantra.

## História
O budismo Shingon surgiu no período Heian (794-1185), quando o monge Kūkai foi para a China em 804 e estudou práticas tântricas na cidade de Chang'An e retornou com muitos textos e obras de arte. Com o tempo, ele desenvolveu sua própria síntese da doutrina e prática esotéricas, centrados Buda universal, Vairochana (ou, mais precisamente, Mahavairochana Tathagata). Assim, estabeleceu um monastério no Monte Koya, que se tornaria a sede escola de Shingon.
Shingon gozou de imensa popularidade durante o período Heian, particularmente entre a nobreza da época, e contribuiu largamente com a arte e literatura da época. O seguinte trecho ajuda à elucidar este ponto:
"A ênfase [do Shingon] na arte se tornou atrativa para a bem desenvolvida estética dos nobres, que também apreciavam os extravagantes rituais associados a suas palavras e gestos sagrados.  Mesmo as comunidades Tendai do Hieizan foram profundamente influenciadas, tomando para si suas imagens e cerimoniais."
(Mason, Caiger A History of Japan, Revised Ed. pg. 106-107)
Além disso, a enfasê Shingon em rituais achou apoio entre a nobreza de Kyoto, particularmente o clã Fujiwara.  Esse favorecimento concedeu muitos templos politicamente poderosos na capital, onde rituais para a família imperial e para a nação eram regularmente realizados. Muitos destes templos tais como Toji, Ninnaji e Daigoji ao sul de Kyoto se tornaram centros ritualísticos, estabelecendo suas próprias linhagens particulares.
Assim como a escola Tendai que se ramificou nas escolas Jōdo, Zen e Nichiren no Período Kamakura, o Shingon também dividiu-se em dois ramos principais; Kogi Shingon, ou "Shingon antigo," e Shingi Shingon, ou "Shingon novo." Esta divisão surgiu em primeiro lugar devido a uma disputa política entre Kakuban e sua facção de sacerdotes centrados no Denbōe e a liderança de Kongōbuji, a central do Monte Koya. Kakuban, que fora originalmente ordenado no templo Ninnaji, em Kyoto, estudou em diversos centros monásticos (incluindo o complexo de templos Tendai em Onjiyōji) antes de ir para o Monte Kōya. Através de suas conexões, ele conseguiu ganhar a simpatia de nobre do alto escalão em Kyoto, o que ajudou-o a ser apontado como abade do Monte Kōya.
A liderança de Kongōbuji, entretanto, opôs-se à indicação sob o pretexto de que Kakuban não havia sido originalmente ordenado no Monte Koya. Depois de vários conflitos, Kakuban e sua facção de sacerdotes trocaram o Monte Koya pelo Monte Negoro, à noroeste, onde eles construíram um novo complexo monástico, atualmente conhecido como Negoroji.  Depois da morte de Kakuban em 1143, a facção de Negoro retornou para o Monte Koya.  Entretanto em 1288, o conflito entre Kongōbuji e os Denbōe veio à tona mais uma vez. Liderados por Raiyu, os sacerdotes Denbōe mais uma vez deixaram o Monte Kōya, dessa vez estabelecendo o seu quartel general no Monte Negoro. Esse êxodo marcou o início da escola Shingi Shingon em Negoro, que foi o centro de Shingi Shingon até ser saqueado por Toyotomi Hideyoshi em 1585.
Durante os estágios iniciais sua pregação no Japão, o missionário católico Francisco Xavier foi bem recebido pelos monges Shingon, a partir do momento que ele passou a usar a palavra Dainichi para o Deus Cristão.  Na medida em que Xavier aprendeu mais sobre as nuáncias religiosas da palavra, ele mudou para Deusu do latim e do português Deus. Os monges àquela altura também já haviam entendido que Xavier estava pregando uma religião rival.

## Ensinamentos
Os ensinamentos Shingons são baseados em textos esotéricos, os principais sendo o Mahavairochana Sutra e o Vajrasekhara Sutra. Estes dois ensinamentos místicos são apresentados nas duas principais mandalas Shingon, a saber, a mandala do Reino do Útero (sânsc.: Garbhadhatu Mandala; jp.:Taizokai Mandara) e a mandala do Reino Indestruível/do Diamante (sânsc.: Vajradhatu Mandala; jp.:Kongokai Mandara). O budismo Vajrayana está relacionado com práticas rituais e meditativas que levam à iluminação. De acordo com o Shingon, a iluminação não é uma realidade distante e alheia que pode levar eras para se alcançar, mas uma possibilidade real nesta mesma vida, baseado no potencial espiritual de cada ser vivo, conhecido genericamente como Natureza de Buda. Se cultivada, essa natureza luminosa manifesta-se como sabedoria inata. Com a ajuda de um professor genuíno e através do treinamento apropriado de corpo, fala e mente, podemos reivindicar e liberar esta capacidade para o benefício nosso e dos outros.
Kūkai também sistematizou e categorizou os ensinamentos que ele herdou em dez estágios ou níveis de realização espiritual. Ele escreveu em profusão sobre diferença entre budismo esotérico and esotérico. As diferenças entre budismo exotérico e esotérico podem ser resumidas em:
1. Os ensinamentps esotéricos são pregados pelos Buda Dharmakaya que Kūkai identifica com Mahavairochana. Os ensinamentos exotéricos são pregados pelo Buda Nirmanakaya, também conhecido como Siddhartha Gautama, ou um dos Budas Sambhoghakaya.
2. O budismo esotérico afirma que o estado último de um Buda é inefável e indescritível. Mas apesar de que nada possa ser dito verbalmente, este estado pode ser prontamente comunicável através de rituais esotéricos que envolvem o uso de mantras, mudras e  mandalas.
3. Kūkai sustentava doutrinas exotéricas eram meramente temporárias, meios hábeis (upaya) por parte dos Budas para ajudarem os seres de acordo com suas capacidades de compreenderem a verdade. As doutrinas esotéricas, por outro lado, são a prórpia verdade e uma expressão direta da "experiência introspectiva da iluminação do Dharmakaya".
4. Algumas escolas exotéricas do final do Período Nara e início do Período Heian no Japão sustentavam (ou eram retratadas pelos seguidores Shingon como tal) que alcançar a iluminação era possível, mas requeria uma enorme quantidade de tempo (três incomensuráveis eons) de prática para ser alcançada, enquanto que o budismo esotérico ensina que o Estado Búdico pode ser alcançado nesta mesma vida por qualquer pessoa.

## Mahavairochana Tathagata

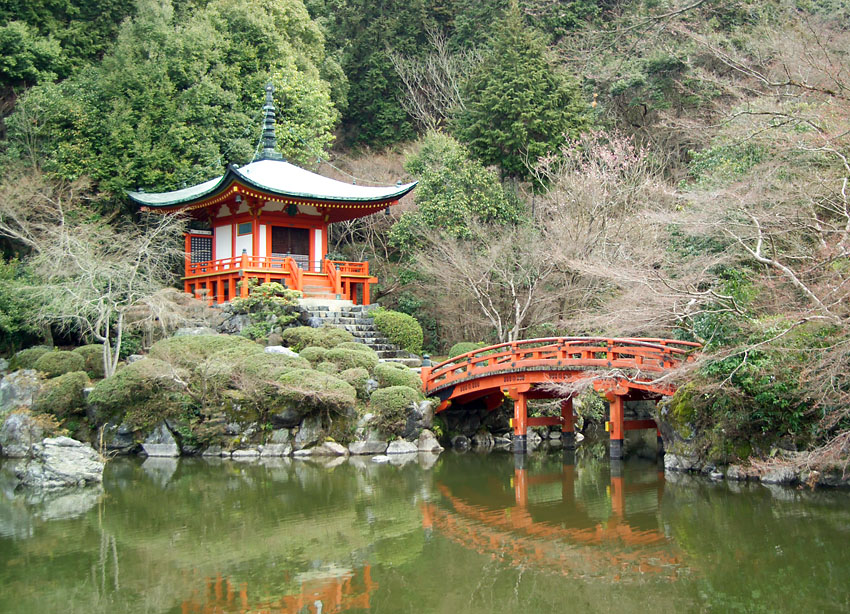
Localizado em Kyoto no Japão, Daigo-ji é o templo central do ramo Daigo-ha do budismo Shingon.

No Shingon, Mahavairochana Tathagata é o Buda univeral ou primordial que é a base de todos os fenômenos, presente em todos eles e não existindo independentemente ou externamente a eles. O objetivo Shingon é a realização de que a natureza de cada um de nós é idêntica àquela de Mahavairocana, objetivo esse que é alcançado através de iniciação, meditação e práticas rituais esotéricas. Essa realização depende do recebimento da doutrina secreta Shingon, transmitida oralmente para os iniciados por um mestre qualificado. Corpo, fala e mente participam simultaneamente no processo subsequente de revelar nossa verdadeira natureza: o corpo através de gestos devocionais (mudra) e o uso de instrumentos-rituais , a fala através de fórmulas sagradas (mantra) e a mente através da meditação.
O Shingon põe ênfase no Jusan Butsu, um grupo de treze Budas e Bodhisatvas:
- Acala Bodhisattva (Fudō-Myōō)
- Akshobhya Buda (Ashuku Nyorai)
- Amitabha Buda (Amida Nyorai)
- Avalokiteshvara Boddhisattva (Kannon)
- Bhaishajyaguru Buda (Yakushirurikō Nyorai)
- Cintamani Bodhisattva
- Kshitigarbha Bodhisattva (Jizo)
- Mahasthamaprapta Bodhisattva (Seishi)
- Manjushri Bodhisattva (Monju)
- Maitreya Bodhisattva (Miroku)
- Samantabhadra Bodhisattva (Fugen)
- Shakyamuni Buda (Shaka Nyorai)

Mahavairocana é o princípio universal que subjaz todos os ensinamentos budistas, de acordo com o budismo Shingon, então outras figuras budistas podem ser vistas como sendo manifestações com certos papeis e atributos.

## Práticas e características

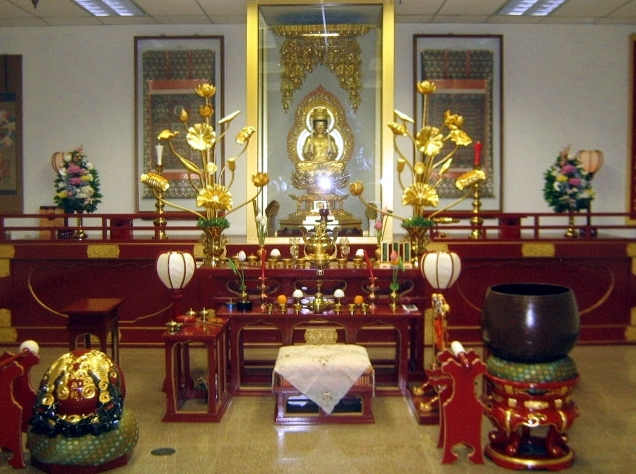
Um típico altar Shingon.

Uma característica que o Shingon tem em comum com a outra escola sobrevivente de budismo esotérico japonês (Tendai) é o uso de sílabas-raiz ou bijas juntamente com representações simbólicas e antropomórficas, para expressar deidades budistas e suas mandalas. Existem quatro tipos de mandala: maha-mandala (大曼荼羅, representações antropomórficas), a mandala da sílaba-raiz ou dharma-mandala (法曼荼羅), a samaya-mandala (三昧耶曼荼羅, represenatações dos votos das deidades na forma de adornos que estas exibem e seus respectivos mudras), e a karma-mandala (羯磨曼荼羅 ) representando as atividades das deidades em formas tridimensionais como estátuas etc. Um antigo silabário Índiano conhecido como siddham (Jap. shittan 悉曇 ou bonji  梵字) é usado para escrever mantras. Uma forma de meditação central no Shingon é o ajikan (阿字觀), "Meditar sobre a Letra 'A'", que usa a letra siddham que representa o som a.  Outras meditações Shingon são o Gachirinkan (月輪觀, visualização da "lua cheia"), o Gojigonjingan (五字嚴身觀, "visualização dos cinco elementos agregados no corpo" do Mahavairochana Sutra) e o Gosojojingan (五相成身觀, "série de cinco meditações para se alcançar o Estado Búdico").
A essência prática esotérica Shingon é experimentar diretamente a natureza da realidade ao emular a realização interna do Dharmakaya através uso meditativo dos mantras, dos mudras e da visualização da mandala (os três mistérios). De maneira a reproduzir fidedignamente essa realização interna, é necessário ser iniciado às práticas por um professor qualificado.
O budismo esotérico também é praticado na tradição japonesa Tendai, fundada por volta da mesmoa época que a escola Shingon, no início do século IX.

## Ramos Shingon

### Ramos antigos (Kogi Shingon)
- Kōyasan (高野山)
- Daikakuji-ha (大覚寺派)
- Daigo-ha (醍醐派)
- Zentsuji-ha (善通寺派)
- Omuro-ha (御室派)
- Yamashina-ha
- Sennyūji-ha (泉涌寺派)
- Sumadera-ha
- Kokubunji-ha
- Sanbōshū
- Nakayadera-ha
- Shigisan (信貴山)
- Inunaki-ha
- Tōji-ha (東寺派)

### Ramos novos (Shingi Shingon 新義真言宗)
- Chisan-ha (智山派)
- Buzan-ha (豊山派)